# صقلاب قلبي الأوراق
الصُقْلاب القلبي الأوراق نوع نباتي عشبي ينتمي إلى جنس الصقلاب من الفصيلة الدفلية.

## الموئل والانتشار
موطنه الأصلي معظم مناطق غرب الولايات المتحدة.